# Sângeorz
Sângeorzul este o sărbătoare străveche, răspândită în trecut în toată Transilvania.
În județul Alba, doar sătenii din Straja, Henig și Limba au mai păstrat acest obicei.
Este practicat în ziua de 23 aprilie și are drept elemente principale ale ceremonialului apă și mască verde, ca și alte obiceiuri agrare de primavară.
Obiceiul Sângeorzului mai este cunoscut în anumite sate și sub numele de Bolboratita, Mormolatita sau Bolboroasa, în toate cazurile numele fiind legat de personajul principal.
Scenariul este unitar, indiferent de denumire. In dimineața de Sfântul Gheorghe, un alai format din 5-7 feciori cutreieră satul, însoțind Sângeorzul – un fecior înfășurat în crengi de verdeață. Personajul mascat este udat din abundență pe la fiecare gospodărie, iar la final este dus la o fântână, unde este iarăși udat cu câteva găleți de apă.
Alaiul face mult zgomot, este însoțit de un ceteraș sau fluieraș și primește drept răsplată alimente, în special ouă și slănină, din care se face o omletă mare cu care se omenesc cei din ceată.